# Myggsjön, Västmanland
Myggsjön är en sjö i Sala kommun i Västmanland och ingår i Norrströms huvudavrinningsområde.